# Impersonalni
Impersonalni/ Wybrani (ang. Person of Interest) – amerykański serial, wyprodukowany przez Bad Robot Productions, Kilter Films oraz Warner Bros. Television i emitowany w stacji CBS od 22 września 2011 roku.  Pomysłodawcą serialu, producentem oraz autorem scenariuszy do wielu odcinków jest Jonathan Nolan. Fabuła serialu koncentruje się na osobie byłego agenta CIA Johna Reese’a (James Caviezel), który został wynajęty przez tajemniczego milionera Harolda Fincha (Michael Emerson), w celu zapobiegania aktom przemocy na terenie Nowego Jorku. Od 13 października 2011 roku telewizja n udostępniła serial w Polsce w usłudze VOD pod tytułem Impersonalni. Od 4 marca 2013 roku serial jest emitowany na stacji TVN pod tytułem Wybrani.
Od 2022 roku serial jest dostępny na platformie HBO Max pod tym samym tytułem.
13 marca 2014 roku stacja CBS zamówiła oficjalnie 4 sezon serialu  Impersonalni
11 maja 2015 roku, stacja CBS zamówiła oficjalnie 5 sezon serialu, który będzie składał się z 13 odcinków.
17 marca 2016 roku stacja CBS ogłosiła  zakończenie produkcji serialu, piąty sezon jest sezonem finałowym.

## Fabuła
„Jesteśmy pod obserwacją. Rząd ma tajny system inwigilacji - maszynę, która szpieguje wszystkich. To ja ją stworzyłem. Miała zapobiegać aktom terroru, ale widzi wszystko. Przestępstwa z udziałem zwykłych ludzi, przestępstwa uznane za nieistotne. Władze nie zwracają na nie uwagi, dlatego wziąłem sprawy w swoje ręce. Potrzebowałem tylko partnera, który potrafi interweniować. Pracujemy w tajemnicy. Nie znajdziecie nas. Kiedy jednak wasz numer się pojawi... my znajdziemy was”.

Po serii zamachów z 11 września 2001 roku, rząd Stanów Zjednoczonych powierzył naukowcowi i milionerowi Haroldowi Finchowi (Michael Emerson), oraz jego wspólnikowi, Nathanowi Ingramowi (Brett Cullen) stworzenie „maszyny” (systemu komputerowego), zdolnej przewidywać akty terroru oraz inne przestępstwa godzące w interesy USA. Podłączona do sieci monitoringu miejskiego, kamer przemysłowych i sieci telekomunikacyjnych, maszyna analizuje zagrożenie, wybierając potencjalnych sprawców zamachów. Jednakże maszyna zdolna jest również dostrzegać pospolite przestępstwa, które zostały uznane przez władze za nieistotne. Po śmierci Ingrama, Finch werbuje byłego agenta CIA i żołnierza „zielonych beretów”, Johna Reese’a (James Caviezel), aby pomagał mu rozwiązywać sprawy wyrzucone przez maszynę. Są to przestępstwa zagrażające zwykłym obywatelom, mające przeważnie charakter usiłowania morderstwa. Maszyna wybiera numery ubezpieczeń osób, które mają zamiar popełnić przestępstwo, bądź będące ofiarami.
Reese'owi i Finchowi pomaga dwójka detektywów nowojorskiej policji:  były skorumpowany detektyw Lionel Fusco (Kevin Chapman), który z początku niechętnie (gdyż Reese zagroził, że ujawni jego kryminalną przeszłość) zgadza się zostać ich „wtyczką” w jednostce policji, a także detektyw Joss Carter (Taraji P. Henson), która pierwotnie za wszelką cenę starała się ująć Reese’a, później zaś zostaje jego sojuszniczką. Na początku pierwszego sezonu Finchowi udaje się zorganizować przydział detektywa Fusco do Carter, jednak przez większość sezonu oboje nie są świadomi faktu, że pracują jednocześnie dla Reese’a i Fincha. Zespół korzysta również z pomocy Zoe Morgan (Paige Turco), kobiety która profesjonalnie zajmuje się „rozwiązywaniem trudnych spraw”. Serial pojawia się wiele wątków pobocznych, m.in.: wątek „HR” – organizacji skorumpowanych funkcjonariuszy policji Nowego Jorku, będącej w zmowie z nowym szefem przestępczego półświatka, Carlem Eliasem (Enrico Colantoni), w którym Fusco zmuszony był do działania pod przykrywką, a także wątek hakerki o pseudonimie Root (Amy Acker), która jest zdolna zabić każdego, aby uzyskać dostęp do maszyny.

## Obsada

### Główni bohaterowie
- James Caviezel jako John Reese – były żołnierz i agent CIA, uznany za zmarłego po misji w Chinach. Niewiele o nim wiadomo, jego imię to prawdopodobnie jeden z wielu pseudonimów, których używa. Miał ukochaną Jessicę, która zostawiła go przed jego pierwszym spotkaniem z Finchem. Reese doskonale posługuje się bronią oraz walczy wręcz. Bardzo mało wie o Finchu. Przez organy ścigania jest popularnie określany jako „mężczyzna w garniturze”.
- Michael Emerson jako Harold Finch – samotnik, milioner, który dorobił się na tworzeniu oprogramowania komputerowego. Stworzył urządzenie, które wybiera numery ubezpieczeń osób, które mają zamiar popełnić przestępstwo lub będą jego ofiarami. Po tragicznych wydarzeniach, które doprowadziły do śmierci jego wspólnika, Finch rekrutuje Reese’a. Posługuje się niekiedy fałszywymi nazwiskami, pochodzącymi od nazw ptaków np. Harold Wren (strzyżyk), Harold Crow (wrona), i Harold Swift (jerzyk).
- Taraji P. Henson jako detektyw Joss Carter – detektyw z wydziału zabójstw nowojorskiej policji, matka samotnie wychowująca syna, Taylora. Dawniej żołnierz armii amerykańskiej, w trakcie misji w Afganistanie pełniła funkcję oficera śledczego. Początkowo chce aresztować Reese’a, jednak później współpracuje z nim. Wrobiona przez HR w morderstwo rzekomo nieuzbrojonego przestępcy, przez co została zdegradowana do funkcjonariusza prewencji. Poprzysięgła osobistą zemstę za morderstwo jej przyjaciela Cala Beechera. Przyczyniła się do rozbicia organizacji przestępczej kierowanej przez Alonzo Quinna (HR). Zamordowana przez Simmonsa.
- Kevin Chapman jako detektyw Lionel Fusco – skorumpowany policjant po tym, jak Reese go szantażuje, jest jego wtyczką w policji. Finch później angażuje go do pracy z Carter. Z biegiem czasu jest coraz bardziej lojalny Finchowi i Resse'owi.
- Sarah Shahi jako Sameen Shaw – była agentka i zabójczyni na zlecenie, pracująca dla „doradcy specjalnego”. Była nieświadoma tego, że jej cele były wybierane przez maszynę. Obecnie jest sprzymierzeńcem Reese’a i Fincha. Przez Fincha postrzegana jest czasami jako socjopatka, lubująca się w strzelaniu do ludzi. Twierdzi, że jedynym powodem, dla którego pomaga Finchowi i Reese'owi jest jej przywiązanie do psa „Miśka”.
- Amy Acker jako Root (urodzona jako Samantha „Sam” Groves) – bardzo inteligentna i niebezpieczna hakerka, a także zabójczyni, która interesuje się zarówno osobą Fincha jak i maszyną. Próbuje mieć pełny dostęp do maszyny.
- para psów wabiących się Graubaer’s Boker i  Midas van’t Rietje jako „Misiek” (ang. „Bear”) – owczarek belgijski odmiany malinois, były pies wojskowy, służący grupie Aryjskich Nacjonalistów jako pies obronny. Po pokonaniu neonazistów, Reese przygarnął psa, który większość dnia spędza z Finchem w bibliotece. Finch był z początku niechętny trzymaniu psa, jednak z czasem się do niego przywiązał[7].

### Bohaterowie drugoplanowi
- Enrico Colantoni jako Carl Elias – nieślubny syn szefa mafii Gianniego Morettiego, jest zdeterminowany, aby wskrzesić rodziny mafijne w Nowym Jorku i wyeliminować rosyjską mafię, wykorzystuje do tego celu niektóre osoby z nowojorskiej policji.
- Paige Turco jako Zoe Morgan – specjalizuje się w zarządzaniu kryzysowym, współpracuje w niektórych sprawach z Finchem i Reesem. Ma ukryte zamiary wobec Reese’a.
- Ken Leung jako Leon Tao – były przestępca finansowy, który pomaga Finchowi i Reese'owi przy niektórych sprawach.
- Michael McGlone jako Bill Szymanski - detektyw z wydziału ds. przestępczości zorganizowanej. Przyjaciel Carter. Zamordowany przez szefa HR, Quinna.
- Sterling K. Brown jako Cal Beecher – detektyw z wydziału ds. narkotyków. Pragnął spotykać się z Carter. Beecher był krewnym Alonzo Quinna z HR. Został zamordowany na polecenie Quinna.
- Brett Cullen jako Nathan Ingram – zmarły współpracownik Fincha, był łącznikiem między nim a rządem podczas pracy nad maszyną.
- Brennan Brown jako Agent Specjalny Donnelly – agent FBI, zainteresowany Reesem od kiedy ich sprawy się skrzyżowały. Proponuje współpracę detektyw Carter.
- Susan Misner jako Jessica Arndt – zmarła kochanka Reese’a. Po zakończeniu związku z Johnem poślubiła innego mężczyznę. Została zamordowana przez męża w czasie kłótni domowej.

### Przedstawiciele rządu
Urzędnicy rządowi, mający związek rozwojem i wykorzystaniem maszyny.
- Jay O. Sanders jako Doradca specjalny – zagadkowa postać z Biura Specjalnego Doradcy Stanów Zjednoczonych, który znajduje się w ścisłym gronie osób wiedzących o istnieniu maszyny. Reese’a postrzega jako zagrożenie. Zamordowany przez Hersha na rozkaz tajemniczej pełnomocniczki.
- Cotter Smith jako Denton Weeks – urzędnik państwowy, który zlecił opracowanie maszyny. Jest on w zmowie z doradcą specjalnym.
- Elizabeth Marvel jako Alicia Corwin – były członek Rady Bezpieczeństwa Narodowego, łącznik między Ingramem a rządem, po zbudowaniu maszyny jest zmuszona ukrywać się w małym miasteczku.
- Boris McGiver jako Hersh – zabójca działający na zlecenie doradcy specjalnego. Były członek ISA.

### HR
HR jest to grupa skorumpowanych policjantów, współpracujących z mafią, kontrolują przestępczość zorganizowaną w Nowym Jorku.
- Clarke Peters jako Alonzo Quinn – szef sztabu wyborczego burmistrza Nowego Jorku, a także szef HR. Quinn, wraz z Simmonsem, planuje odbudowę HR, z lub bez pomocy Eliasa. Śledztwo Carter ujawniło jego rolę w HR. Ostatecznie został zatrzymany przez Carter i oddany w ręce FBI, co przyczyniło się go rozbicia jego grupy przestępczej.
- Robert John Burke jako oficer Patrick Simmons – skorumpowany funkcjonariusz policji, będący prawą ręką Quinna w organizacji HR. M żonę i dwójkę dzieci. Simmons odpowiada za interesy HR na ulicy. Jako jedyny uczestnik organizacji Quinna nie został ujęty przez FBI. Zamordował detektyw Carter.
- David Valcin jako Gliniarz z blizną – bezimienny funkcjonariusz nowojorskiej policji, pracuje dla Eliasa jako egzekutor. Łatwy do rozpoznania po bliźnie na prawym policzku.
- Michael Mulheren jako Kapitan Lynch – główna postać HR, Fusco musi z nim pracować, aby pozostać w HR.
- Al Sapienza jako Raymond Terny – detektyw powiązany z HR, jednak jego pozycja w organizacji nie jest znana.
- Brian Wiles jako oficer Mike Laskey (urodzony jako Mikhael S. Lesnichy) – początkujący policjant rosyjskiego pochodzenia, przydzielony do Carter, w celu jej szpiegowania. Carter wrobiła go w zabójstwo innego skorumpowanego policjanta. Szantażowany przez byłą detektyw Laskey stał się na krótko jej sojusznikiem. Został zastrzelony przez Terneya, podczas próby ochrony Carter.

### CIA
Postacie z przeszłości Reese’a, kiedy pracował dla CIA.
- Michael Kelly jako Mark Snow - agent CIA, kiedyś współpracownik Reese’a, obecnie próbuje go znaleźć i zabić.
- Darien Sills-Evans jako Tyrell Evans - agent CIA pracujący ze Snowem.
- Annie Parisse jako Kara Stanton - była partnerka Reese’a, uważana za zmarłą. W rzeczywistości została zwerbowana przez Decima Technologies. Zginęła w wybuchu.

### Decima Technologies
Tajemnicza organizacja, która stara się uzyskać kontrolę nad maszyną. 
- John Nolan jako Greer – tajemniczy Brytyjczyk powiązany z Decima Technologies.

## Nagrody

### Emmy
- (nominacja) Najlepszy dźwięk w serialu komediowym lub dramatycznym (godzinnym): Frank Morrone, Keith Rogers, Noah Timan, Scott Weber za odcinek pilotażowy

### People's Choice
- (wygrana) Ulubiony nowy serial dramatyczny
- (wygrana) Ulubiony telewizyjny kryminał
- (nominacja) Ulubiony aktor w serialu kryminalnym James Caviezel
- (nominacja) Ulubiony telewizyjny aktor dramatyczny James Caviezel

### Złote Szpule
- (nominacja) Najlepszy montaż dźwięku w odcinku serialu – dialogi i technika ADR za odcinek „Witness”
- (nominacja) Najlepszy montaż muzyki w odcinku serialu za odcinek "Fire Wall"

### Saturny
- (nominacja) Najlepszy serial telewizji ogólnokrajowej